# Dipsacus pilosus
Dipsacus pilosus es una planta del género Dipsacus de la antigua familia Dipsacaceae ahora subfamilia Dipsacoideae, semejante a la Dipsacus fullonum
Crece en praderas, tierras incultas, baldías y borde de ríos, Es natural de Francia y Alemania.

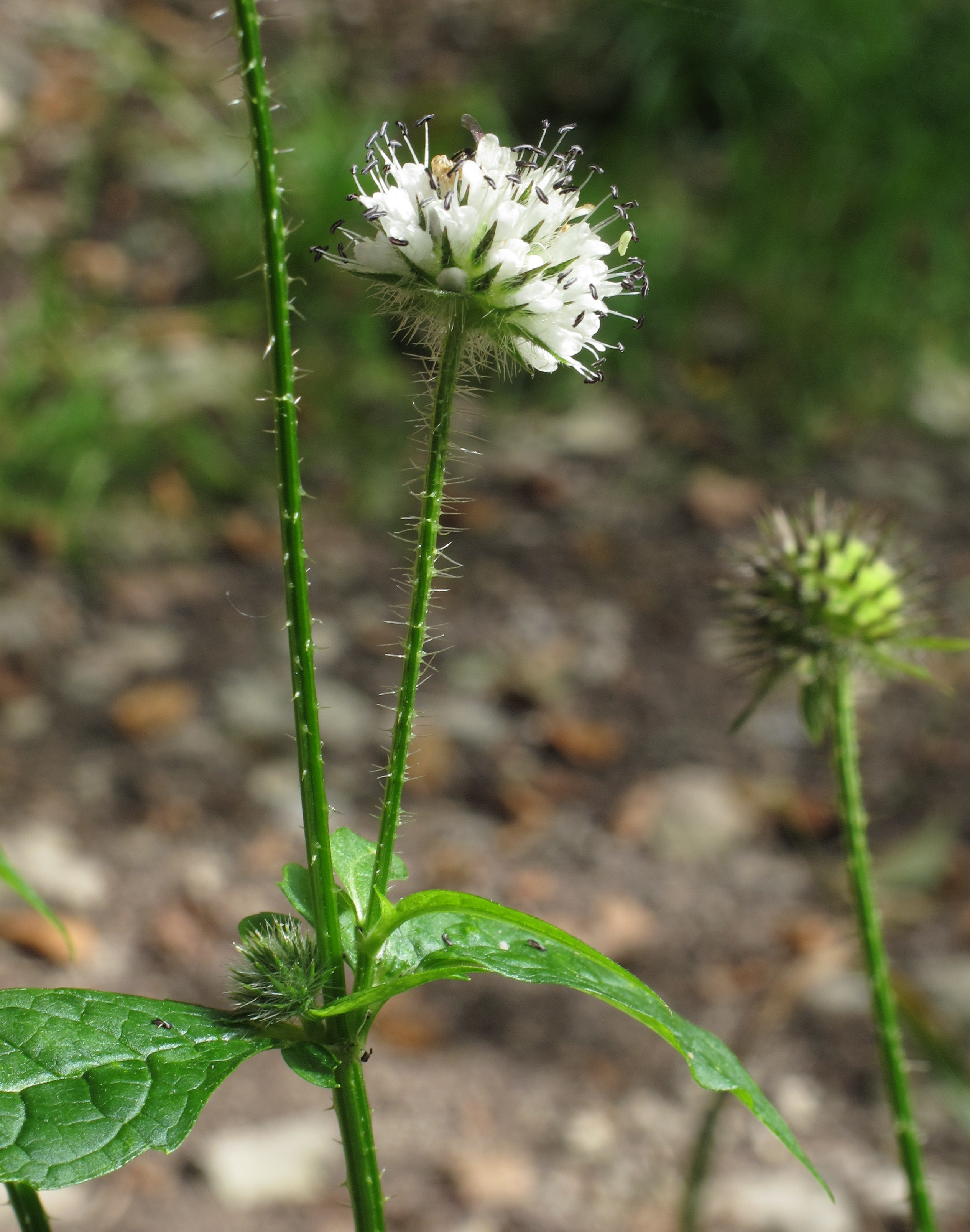

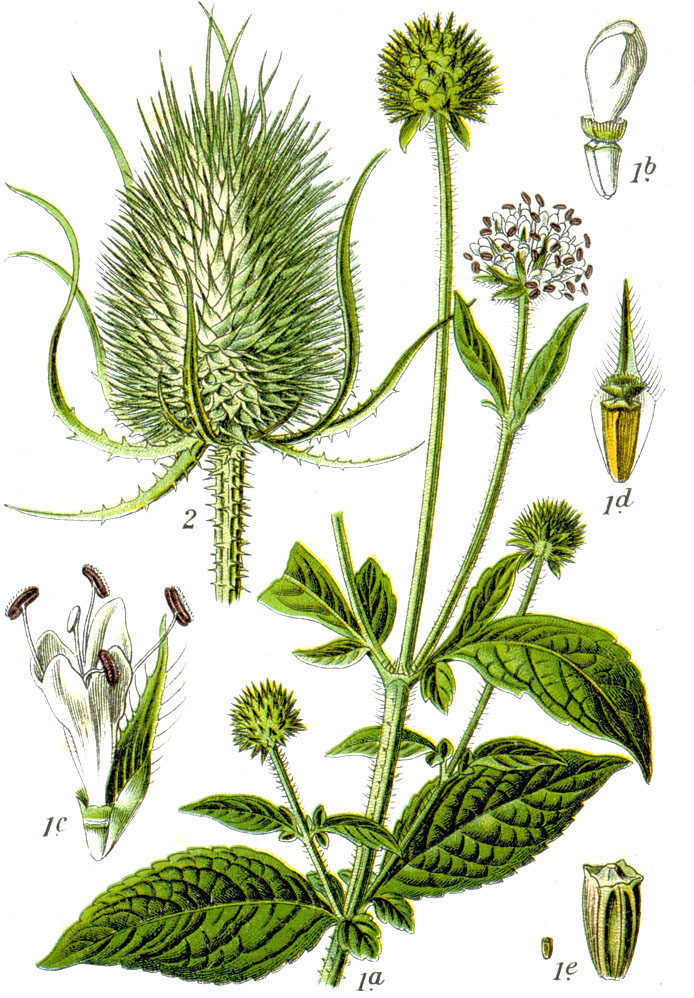
Ilustración de Jacob Sturm

## Descripción
Es una planta bienal que alcanza los 60 a 120 centímetros de altura. Está en posición erecta y ramificada. Tanto los tallos como las hojas son más o menos espinosas.   Las hojas están deformadas en la base. Las flores son de color blanco o de color blanco-amarillento en una densa y esférica inflorescencia de un diámetro de 2 a 2,5 centímetros. El periodo de floración se extiende de julio a agosto. 

## Taxonomía
Dipsacus pilosus fue descrita por Carlos Linneo y publicado en Species Plantarum 1: 97. 1753.
Citología
Número de cromosomas de Dipsacus pilosus (Fam. Dipsacaceae) y táxones infraespecíficos: 
2n=18
Etimología
Dipsacus: nombre genérico que deriva del griego dípsakos; latinizado dipsacos  = en Dioscórides y Plinio, planta de tallos y hojas espinosas, y flores reunidas en cabezuelas espinosas, semejantes al erizo. Sin duda, se trata de las cardenchas –varias especies del género Dipsacus L. (Dipsacaceae), principalmente D. fullonum L.–. Según Dioscórides, en la versión de Laguna, “las hojas luengas, espinosas [...] las quales de dos en dos abraçan el dicho tallo por cada juntura, ò nudo, haziendo con sus partes baxas (con las que se juntan) ciertas concavidades, en que se recoja y reciba la lluvia, ò rocio, de do vino esta planta a llamarse Dipsacos, que quiere dezir sedienta” –gr. dípsa, = "sed".
pilosus: epíteto latino que significa "peludo".
Sinonimia
- Dipsacella setigera  Opiz
- Virga pilosa (L) Hill
- Galedragon pilosus (L) Gray
- Dipsacus eleongatus Salisb
- Cephalaria pilosa (L) Gren.
- Acaenops pilosus (L) Fourr
- Acaenops vulgaris Schrad. ex Steud.
- Cephalaria appendiculata Schrad. ex Roem. & Schult.
- Dipsacella setigera Opiz
- Dipsacus elongatus Salisb.
- Dipsacus minor Neck.
- Trichocephalum pilosum Schur[5]

## Nombre común
- Castellano: cardencha, cardencha menor.[6]